# 탄소흡수원

탄소 흡수원(오른쪽 녹색 막대)은 대기에서 탄소를 제거하는 반면 탄소원(온실 가스 배출, 왼쪽 회색 막대)은 탄소를 추가한다. 1850년대 이래 흡수원보다 탄소원이 더 많아 지구 대기 중 이산화탄소가 증가하고 있다.

탄소 흡수원(炭素吸收源, 영어: carbon sink)은 대기중 온실가스를 흡수하는 곳을 말한다. 일반적으로 대기 중으로 이산화 탄소를 방출시키는 곳을 영어로 소스(source), 대기 중 탄소가 흡수되는 곳을 싱크(sink)라고 부른다.
탄소 흡수원은 자연적이든 아니든 일부 탄소 함유 화합물을 무기한 축적 및 저장하여 대기에서 이산화 탄소(CO2)를 제거하는 모든 것이다. 이러한 흡수원은 자연 탄소 순환의 중요한 부분을 형성한다. 가장 중요한 용어는 탄소 저장고(carbon pool)이며, 이는 탄소가 있을 수 있는 모든 장소(대기, 해양, 토양, 식물 등)이다. 탄소 흡수원은 대기에서 방출되는 것보다 더 많은 탄소를 흡수하는 능력을 가진 일종의 탄소 저장고이다.
전 세계적으로 가장 중요한 두 가지 탄소 흡수원은 식생과 대양이다. 토양은 중요한 탄소 저장 매체이다. 농업 지역의 토양에 보유된 유기탄소의 대부분은 집약적인 농업으로 인해 고갈되었다. "블루카본(blue carbon)"은 해양 생태계를 통해 고정된 탄소를 나타낸다. 해안 블루카본에는 해양 식물의 대부분을 구성하고 많은 양의 탄소를 저장하는 맹그로브, 염습지, 해초가 포함된다. 딥블루카본은 국가 관할권을 넘어선 공해에 위치하며 '대륙붕수, 심해수, 그 아래 해저에 함유된 탄소를 포함한다. 바다는 주요 탄소 흡수원으로서 열과 온실가스 등 과도한 온실가스 배출을 제거한다.
기후변화를 완화하기 위해 주로 토양과 숲 등 천연 탄소 흡수원을 강화하기 위한 많은 노력이 이루어지고 있다. 이러한 노력은 천연 탄소 흡수원을 고갈시키는 탈산림화 및 산업형 농업과 같은 관행으로 인한 역사적 추세에 대응한다. 토지 이용, 토지 이용 변화, 임업은 역사적으로 기후 변화에 대한 인간의 중요한 기여였다. 자연 과정을 강화하는 것 외에도 건축 자재나 지하 깊은 곳에 탄소를 저장하기 위한 인공 격리 계획에 대한 투자가 진행 중이다.

## 정의
기후 변화와 특히 완화의 맥락에서, 싱크(sink)는 "온실 가스, 에어로졸 또는 대기에서 온실 가스의 전구체를 제거하는 모든 과정, 활동 또는 메커니즘"으로 정의된다.
비(non-)CO2 온실가스의 경우, 싱크(sink)는 가스를 저장할 필요가 없다. 대신 그들은 그것을 지구 온난화에 미치는 영향을 줄이는 물질로 분해할 수 있다. 예를 들어, 아산화 질소는 무해한 N2로 환원될 수 있다.
관련 용어는 "탄소 저장고, 보유, 격리, 공급원 및 흡취"이다. 같은 공표는 탄소 저장고를 "탄소[...]와 같은 원소가 일정 기간 동안 다양한 화학적 형태로 존재하는 지구 시스템의 저수지"로 정의한다.
탄소 저장고와 탄소 흡수원은 모두 탄소 순환을 이해하는 데 중요한 개념이지만, 약간 다른 것을 가리킨다. 탄소 저장고는 가장 중요한 용어로 생각할 수 있으며, 탄소 흡수원은 특정 유형의 탄소 저장고이다: 탄소 저장고는 탄소가 있을 수 있는 모든 장소(예: 대기, 바다, 토양, 식물 및 화석 연료)이다. 반면에 탄소 흡수원은 대기에서 방출하는 것보다 더 많은 탄소를 흡수할 수 있는 일종의 탄소 저장고이다.

## 종류
이산화탄소의 양은 육상 식물의 광합성과 동적 평형에서 자연적으로 변한다. 천연 탄소 싱크는 다음과 같다:
- 토양은 탄소 저장소이자 활성 탄소 흡수원이다.[8]
- 잔디와 나무가 있는 육상 식물에 의한 광합성은 자라는 동안 탄소 흡수원 역할을 할 수 있게 해준다.
- 용해도와 생물학적 펌프를 통한 바다에 의한 이산화탄소 흡수.

인공 탄소 싱크는 건축 자재나 깊은 지하에 탄소를 저장하는 것이다(지질학적 탄소 격리). 아직 대기에서 탄소를 제거하는 대규모 주요 인공 시스템은 없다.
CO2 싱크(sink)의 중요성에 대한 대중의 인식은 탄소 상쇄의 한 형태로 사용을 촉진하는 1997년 교토 의정서가 통과된 이후 증가했다.

## 천연 탄소 흡수원

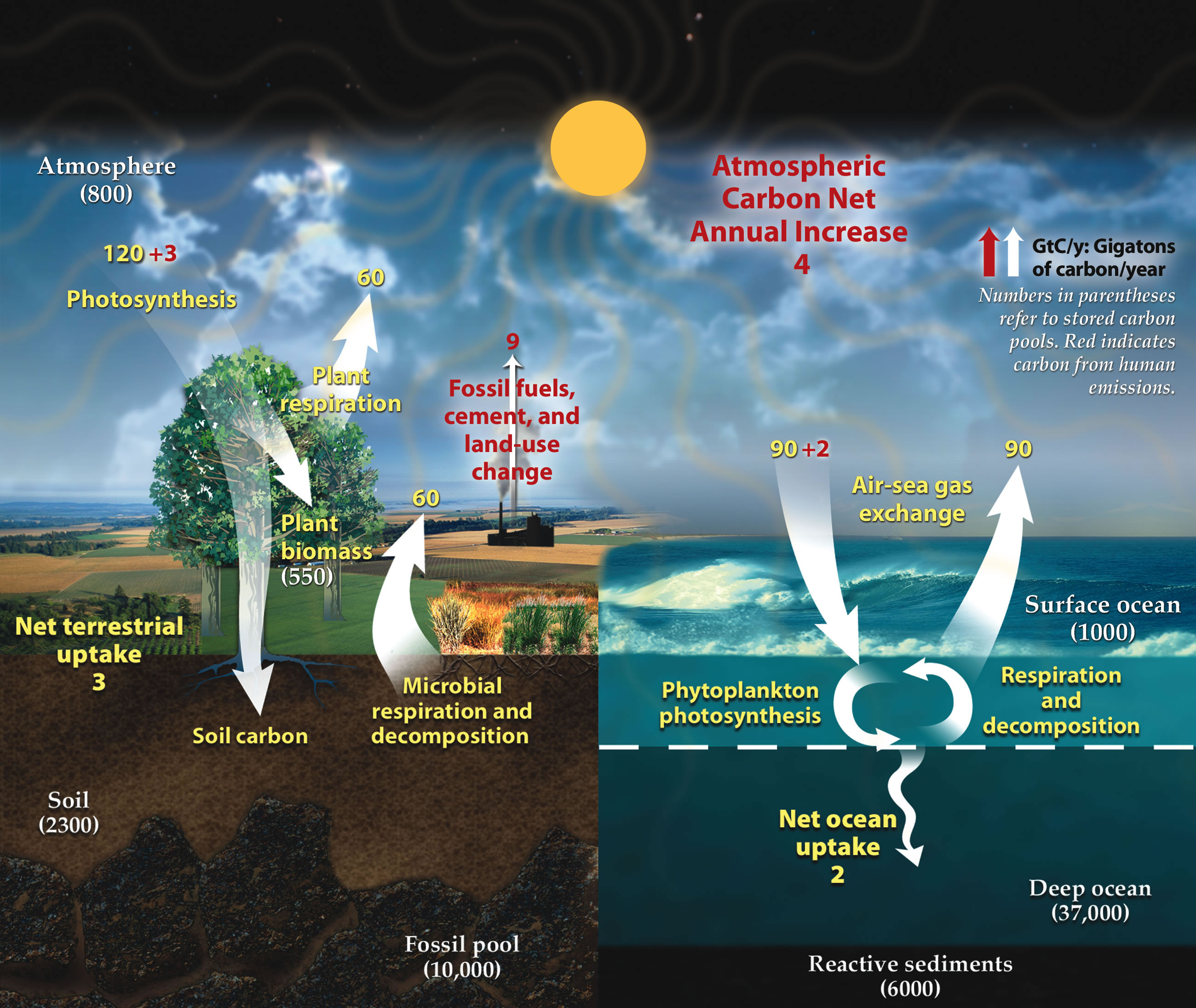
이 빠른 탄소 순환 도해은 연간 수십억 톤의 탄소로 육지, 대기, 토양 및 바다 사이의 탄소의 움직임을 보여준다. 노란색 숫자는 자연스러운 흐름이고, 빨간색은 연간 수십억 톤의 탄소에 대한 인간의 기여이다. 흰색 숫자는 저장된 탄소를 나타낸다.

### 토양
토양은 단기에서 장기 탄소 저장 매체를 나타내며, 모든 육상 식물과 대기를 합친 것보다 더 많은 탄소를 함유하고 있다. 식물 쓰레기와 숯을 포함한 다른 바이오매스는 토양에 유기물로 축적되며, 화학적 풍화와 생물학적 분해에 의해 분해된다. 셀룰로스, 헤미셀룰로스, 리그닌, 지방족 화합물, 왁스 및 아이소프레노이드와 같은 더 완고한 유기 생체고분자는 집단적으로 부식토로 유지된다.
유기물은 북미의 북부 숲과 러시아의 타이가와 같은 추운 지역의 쓰레기와 토양에 축적되는 경향이 있다. 잎 쓰레기와 부식토는 높은 온도와 강우로 인한 광범위한 침출로 인해 아열대 및 열대 기후 조건에서 빠르게 산화되고 잘 유지되지 않는다. 이동 경작 또는 화전농업이 시행되는 지역은 일반적으로 버려지기 전에 2년에서 3년 동안만 비옥하다. 이 열대 정글은 필요한 영양소를 보존하고 순환하는 데 매우 효율적이라는 점에서 산호초와 유사하며, 이는 영양 사막에서의 무성함을 설명한다.
초원은 주로 광범위한 섬유질 뿌리 매트에 저장된 토양 유기물에 기여한다. 부분적으로 이 지역의 기후 조건(예: 더 시원한 온도와 반건조에서 건조한 조건)으로 인해, 이 토양은 상당한 양의 유기물을 축적할 수 있다. 이것은 강우량, 겨울철의 길이, 그리고 자연적으로 발생하는 번개로 인한 산불의 빈도에 따라 달라질 수 있다. 이러한 화재는 이산화탄소를 방출하지만, 전반적인 초원의 질을 향상시켜 부식 물질에 남아 있는 탄소의 양을 증가시킨다. 그들은 또한 이산화탄소로 크게 분해되지 않는 바이오 숯의 형태로 토양에 직접 탄소를 증착시킨다.
습지는 천연 탄소 흡수원이지만, 기후 변화는 이러한 생물군계를 탄소원으로 바꿀 수 있다. 기후 변화로 인한 고온과 낮은 온도의 물은 습지가 탄소원으로 변하게 한다. 이것은 습지의 일종인 토탄지에서 볼 수 있다. 그들은 표면 아래에서 느린 혐기성 소화를 겪는다. 이 과정은 많은 경우에 습지가 빠르게 성장하고 방출되는 것보다 대기에서 더 많은 탄소를 고정할 정도로 충분히 느리다. 시간이 지남에 따라, 토탄은 더 깊어진다. 토탄지는 육지 식물과 토양에 저장된 탄소의 약 4분의 1을 보유하고 있다.

#### 토양 탄소 흡수원 강화
전 세계 많은 농업 지역에서 유지되는 많은 유기 탄소는 집약농업 관행으로 인해 심각하게 고갈되었다. 1850년대부터, 전 세계 초원의 상당 부분이 경작되고 경작지로 전환되어 대량의 토양 유기 탄소의 급속한 산화를 허용했다. 토양에서 탄소 격리를 크게 향상시키는 방법에는 무경운농업, 잔류물 덮기, 피복작물 및 윤작이 포함되며, 이 모든 것은 전통적인 농업보다 유기농업에서 더 널리 사용된다.

### 숲

산림 탄소 풀의 탄소 재고 비율, 2020

#### 숲의 유리한 요인과 탄소 흡수원 포화도
숲은 일반적으로 다양성, 밀도 또는 면적이 높을 때 이산화탄소가 가라앉는다. 그러나 탈산림화, 선택적 벌목, 기후 변화, 산불 또는 질병으로 인해 다양성, 밀도 또는 면적이 감소하면 탄소원이 될 수도 있다. 2020년 한 연구에 따르면 32개의 추적된 브라질 비(non-)아마존 계절 열대 우림은 2013년에 탄소 흡수원에서 탄소 공급원으로 감소했으며 "온실 가스 배출을 완화하고 열대 계절 숲을 복원하고 보호하기 위한 정책이 필요하다"고 결론지었다. 2019년에 숲은 높은 기온, 가뭄 및 탈산림화로 인해 1990년대보다 3분의 1 적은 탄소를 차지했다. 전형적인 열대 우림은 2060년대까지 탄소 공급원이 될 수 있다.
유럽 숲에 대한 평가는 수십 년 동안 강도가 증가한 후 탄소 싱크(sink) 포화의 초기 징후를 발견했다. 기후 변화에 관한 정부 간 협의체(IPCC)은 산림 탄소 재고를 늘리기 위한 조치의 조합과 지속 가능한 목재 흡수가 가장 큰 탄소 격리 혜택을 창출할 것이라고 결론지었다.
숲의 기대 수명은 나무 종, 현장 조건 및 자연 교란 패턴의 영향을 받아 전 세계적으로 다양하다. 일부 숲에서는 탄소가 수세기 동안 저장될 수 있는 반면, 다른 숲에서는 화재를 대체하는 잦은 스탠드와 함께 탄소가 방출된다. 스탠드 대체 행사 전에 수확된 숲은 목재와 같은 제조된 임산물에서 탄소를 유지할 수 있게 해준다. 그러나, 벌목된 숲에서 제거된 탄소의 일부만이 내구성 있는 상품과 건물로 끝난다. 나머지는 펄프, 종이 및 팔레트와 같은 제재소 부산물로 끝나며, 종종 수명 주기가 끝날 때 소각(탄소가 대기로 방출됨)으로 끝난다. 예를 들어, 1900년부터 1992년까지 오리건주과 워싱턴주의 숲에서 수확한 1,692메가톤의 탄소 중 23%만이 임산물에 장기 저장되어 있다.
유엔식량농업기구(FAO)는 "숲의 총 탄소 재고는 1990년 668기가톤에서 2020년 662기가톤으로 감소했다"고 보고했다. 그러나, 또 다른 연구에 따르면 잎 면적 지수는 1981년부터 전 세계적으로 증가했으며, 이는 1981년부터 2016년까지 축적된 육상 탄소 흡수원의 12.4%를 차지했다. 반면에 CO2 수정 효과는 싱크(sink)의 47%를 차지한 반면, 기후 변화는 싱크(sink)를 28.6% 감소시켰다. 캐나다의 냉대림에서는 전체 탄소의 80%가 죽은 유기물로 토양에 저장된다.
탄소 상쇄 프로그램은 나무당 최소 0.10달러에 열대 땅을 재조림하기 위해 매년 수백만 그루의 빠르게 성장하는 나무를 심고 있다. 전형적인 40년동안, 이 나무들 중 100만 그루는 최대 100만 톤의 이산화탄소를 격리할 수 있다.

#### 반사율 효과의 변화
숲은 일반적으로 자외선과 가시광선의 대부분이 광합성을 통해 흡수되기 때문에 반사율이 낮다. 이러한 이유로, 나무에 의한 더 큰 열 흡수는 조림의 탄소 이점 중 일부를 상쇄할 수 있다(또는 탈산림화의 부정적인 기후 영향을 상쇄할 수 있다). 즉, 숲에 의한 탄소 격리의 기후변화 완화 효과는 재조림이 햇빛의 반사(반사율)를 줄일 수 있다는 점에서 부분적으로 상쇄된다.
계절에 따라 눈이 덮인 상록수 숲의 경우, 알베도 감소는 삼림 벌채가 순 냉각 효과를 일으킬 만큼 충분히 중요할 수 있다. 나무는 또한 증발산을 통해 극도로 복잡한 방식으로 기후에 영향을 미친다. 수증기는 육지 표면의 냉각을 일으키고, 응축되는 곳에서 가열을 일으키고, 강한 온실 가스 역할을 하며, 구름으로 응축될 때 알베도를 증가시킬 수 있다. 과학자들은 일반적으로 증발을 순 냉각 영향으로 취급하며, 알베도와 삼림 벌채로 인한 증발 변화의 순 기후 영향은 지역 기후에 크게 의존한다.
중간에서 높은 위도의 숲은 평평한 땅보다 눈 시즌 동안 알베도가 훨씬 낮기 때문에 온난화에 기여한다. 숲과 초원 사이의 알베도 차이의 영향을 비교하는 모델링은 온대 지역의 숲의 토지 면적을 확장하는 것이 일시적인 완화 혜택만을 제공한다는 것을 시사한다.
전 세계적으로 176개의 플럭스 스테이션에서 가져온 2023년 8월 연구는 기후 절충점을 보여준다: 조림으로 인한 탄소 흡수 증가는 반사율 감소를 초래한다. 처음에, 이 감소는 약 20년 동안 온화한 지구 온난화로 이어질 수 있지만, 그 후 상당한 냉각으로 전환될 것으로 예상된다.

### 깊은 바다, 갯벌 습지, 맹그로브와 해초

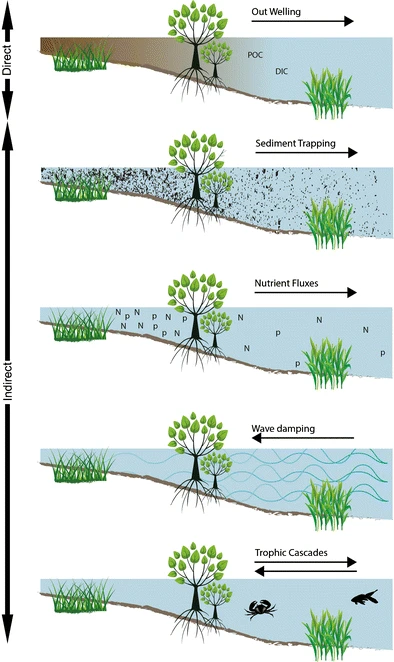
하나의 블루카본(blue carbon) 서식지가 인접한 블루카본(blue carbon) 서식지에서 탄소 처리에 영향을 미칠 수 있는 방법

블루카본(blue carbon)은 "생물학적으로 구동되는 탄소 흐름과 관리가 가능한 해양 시스템의 저장"을 가리키는 기후변화 완화 내의 개념이다. 가장 일반적으로, 그것은 감조 습지, 맹그로브, 해초가 탄소 격리에서 할 수 있는 역할을 가리킨다. 이 생태계는 기후 변화에 대한 생태계 기반의 적응에 중요한 역할을 할 수 있다. 그러나, 블루카본(blue carbon) 생태계가 저하되거나 손실되면 탄소를 대기로 다시 방출하여 온실 가스 방출을 증가시킨다.
블루카본(blue carbon) 관리 방법은 "해양 기반 생물학적 이산화탄소 제거(CDR) 방법"의 범주에 속한다. 그것들은 생물학적 탄소 고정의 일종이다.
과학자들은 생태계의 블루카본(blue carbon) 잠재력을 더욱 발전시킬 방법을 찾고 있다. 그러나, 이산화탄소 제거 해결책으로 블루카본(blue carbon)의 장기적인 효과는 논의되고 있다.
딥 블루카본(deep blue carbon)이라는 용어도 사용 중이며 심해에 탄소를 저장하는 것을 의미한다.

## 천연 탄소 흡수원 강화
주요 기사: 탄소 격리

### 기후 변화의 맥락에서의 목적

CO_{2} 배출량의 약 58%는 식물 성장, 토양 흡수 및 해양 흡수를 포함한 탄소 흡수원에 흡수되었다(2020년 세계 탄소 예산).

이 부문은 기후 변화 완화 § 탄소 흡수원 보존 및 강화에서 발췌한 것입니다.

밝은 색상의 국가가 더 많은 보호를 받는 각 국가의 총 비율이 있는 세계 보호 지역 지도

중요한 완화 조치는 "탄소 흡수원 보존 및 강화"이다. 이것은 대기에서 CO2를 제거하고 영구적으로 저장할 수 있는 능력을 보존하거나 증가시키는 방식으로 지구의 천연 탄소 흡수원을 관리하는 것을 의미한다. 과학자들은 이 과정을 탄소 격리라고 부른다. 기후 변화 완화의 맥락에서, IPCC는 싱크를 "대기에서 온실 가스, 에어로졸 또는 온실 가스의 전구체를 제거하는 모든 과정, 활동 또는 메커니즘"으로 정의한다. 전 세계적으로, 가장 중요한 두 개의 탄소 흡수원은 식물과 대양이다.
탄소를 격리하는 생태계의 능력을 향상시키기 위해, 농업과 임업에 변화가 필요하다. 예는 탈산림화를 방지하고 재조림을 통해 자연 생태계를 복원하는 것이다. 지구 온난화를 1.5 °C로 제한하는 266개의 시나리오는 일반적으로 21세기 동안 이산화탄소 제거(CDR) 방법의 대규모 사용을 예상한다. 이러한 기술에 대한 과도한 의존과 환경적 영향에 대한 우려가 있다. 그러나 생태계 복원과 감소된 전환은 2030년 이전에 가장 많은 배출 감축을 가져올 수 있는 완화 도구 중 하나이다.
육상 기반 완화 옵션은 완화에 관한 2022년 IPCC 보고서에서 "AFOLU 완화 옵션"이라고 불린다. 약어는 "농업, 임업 및 기타 토지 이용". 이 보고서는 숲과 생태계 주변의 관련 활동으로 인한 경제적 완화 잠재력을 다음과 같이 설명했다: "숲 및 기타 생태계(해양 습지, 이탄지, 사바나 및 초원)의 보존, 개선된 관리 및 복원". 열대 지역의 삼림 벌채를 줄이기 위한 높은 완화 잠재력이 발견된다. 이러한 활동의 경제적 잠재력은 연간 4.2에서 7.4기가톤의 이산화탄소 상당량(GtCO2 -eq)으로 추정된다.

### 해양에서의 탄소 격리 기술
주요 기사: 탄소 격리 § 바다의 격리 기술
바다의 탄소 격리 과정을 향상시키기 위해 다음과 같은 기술이 제안되었지만 지금까지 대규모 적용을 달성하지 못했다: 해조류 양식, 해양시비, 인공 용승, 현무암 저장, 광물화 및 심해 퇴적물, 산을 중화하기 위한 염기 추가. 직접 심해 이산화탄소 직분사에 대한 아이디어는 포기되었다.

## 인공 탄소 흡수원

### 지질학적 탄소 격리
주요 기사: 탄소 격리 § 지질학적 탄소 격리

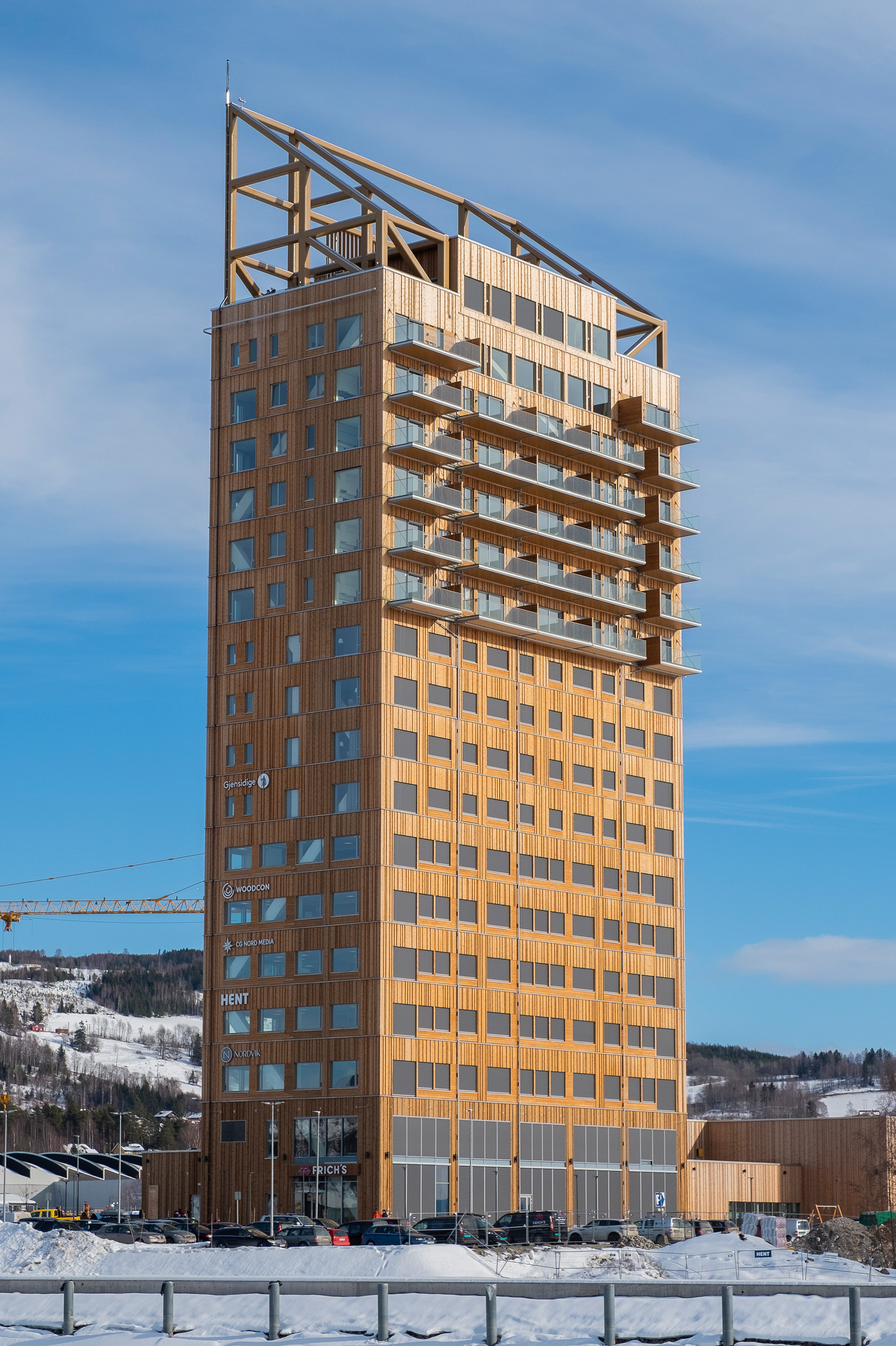
미에스토르네(Mjøstårnet), 2019년 개장에서 가장 높은 목재 건물 중 하나

### 목조 건물
공학 목재의 광범위한 채택과 향후 수십년 동안 새로운 중층 건설 프로젝트에서 강철과 콘크리트를 대체하는 그들의 역할은 수확되고 공학 목재로 사용되는 나무에 의해 공기에서 흡수된 이산화탄소를 저장하기 때문에 목재 건물을 탄소 흡수원으로 바꿀 가능성이 있다. 이것은 가장 낮은 시나리오에서 연간 1,000만 톤의 탄소를 저장하고 가장 높은 시나리오에서 7억 톤에 가까운 탄소를 저장할 수 있다. 이런 일이 일어나기 위해서는 수확된 숲을 지속 가능하게 관리해야 하며 철거된 목재 건물의 목재는 다양한 형태로 토지에서 재사용되거나 보존되어야 할 것이다.

## 같이 보기
기후 스마트 농업